# Камий Фламарион
Камий Никола Фламарион (на френски: Camille Flammarion) е френски астроном, популяризатор на астрономията и науката, основател на Френското астрономическо общество и на частна обсерватория в Жювизи.
Изследва Марс, Луната, двойните и кратните звезди, и проблемите на земната атмосфера и климата.

## Биография
Роден е на 26 февруари 1842 г. в Монтини льо Роа, Франция, в семейство на търговци. Страстта му към астрономията се появява след като на 6-годишна възраст наблюдава пръстеновидно слънчево затъмнение. Поради финансови затруднения семейството му се преселва в Париж. От 1858 г. Фламарион работи в Парижката обсерватория под ръководството на Юрбен Льоверие. От 1876 до 1882 г. е сътрудник в обсерваторията и редактор на списанията „Cosmos“, „Siecle“ и „Magasin pittorsque“. През 1865 г. става главен редактор на научното списание „Векът“ (на френски: Le Siècle) и изнася публични лекции по популярна астрономия.
През 1868 г. предприема няколко изкачвания с балон, за да изследва относителната влажност и посоката на въздушните течения в атмосферата, а през 1876 г. наблюдава промяната по тъмните страни на планетата Марс. От 1876 до 1880 г. прави няколко полета с балон, за да изучава атмосферните явления и по-специално атмосферното електричество. През 1879 г. публикува албума „Популярна астрономия“, с който популяризира науката астрономия. От нея са продадени 130 000 екземпляра за времето между 1879 и 1924 г.
Благодарение на щедро дарение на свой почитател и любител на астрономията, през 1883 г. Фламарион създава обсерваторията в Жювизи, в близост до Париж, строи астрономически купол, събира богата частна библиотека по история на астрономията, развива астрофотография, а през 1887 г. основава Френското астрономично общество с цел да популяризира науката и е първият негов президент.
През 1882 г. полага началото на популярното списание „Астрономия“, преименувано по-късно в „Бюлетин на Френското астрономично общество“, което издава до смъртта си.
Умира при сърдечна криза на 3 юни 1925 г. в кабинета си в обсерваторията в Жювизи на 83-годишна възраст.

## Научна дейност
Фламарион проявява засилен интерес към двойните звезди и е убеден, че Вселената се основава върху неразривното единство на опозициите. Занимава го проблемът за цвета на звездите и различните образования върху тях.
Освен с астрономия Фламарион се занимава и с вулканология, земна атмосфера, климатология. В книгата си „Атмосферата: Популярна метеорология“ от 1888 г. Фламарион публикува емблематичната гравюра от неизвестен автор, изобразяваща пилигрим, достигнал допирната точка между небето и земята, преминал я с глава, рамене и дясна ръка и наблюдаващ вселената като през завеса. Един от основните детайли на преден план е дървото на живота. Надписът на гравюрата гласи: „Изобразяване на сферичен небесен свод, разделящ земята от външната среда“, често използвана като илюстрация, както на научното, така и на мистичното търсене на познанието.
През 1892 г. Фламарион публикува изследване за планетата Марс и условията за нейната обитаемост, при което анализира подробно и откритието на Джовани Скиапарели, че на Марс има канали и морета. В своята разработка включва всички известни наблюдения върху планетата, правени след 1636 г.

## Отличия и признание
- Орден на Почетния легион за работата му по популяризиране на астрономията (1912).[5]
- Кратер на Луната е наречен на негово име (1935).
- Международният астрономичен съюз нарича кратер на Марс в негова чест (1973).